# 大脇英夫
大脇 英夫（おおわき ひでお、1908年（明治41年）7月22日 - 没年不明）は、日本の検事、弁護士。島根県弁護士会副会長。松江市公安委員会長。

## 経歴
鳥取県米子市西町出身。弁護士・大脇熊雄二男。
1933年3月東京帝国大学法学部卒業。1934年11月高等試験司法科合格。検事となり神戸、仙台、広島地検等に勤務し1945年退職。

## 人物像
趣味は読書。宗教は禅宗。住所は島根県松江市北田町。

## 家族・親族

### 大脇家
（鳥取県米子市西町、島根県松江市北田町・松江市母衣町）
- 祖父・正勝[3]
- 父・熊雄[3]（弁護士）

明治14年（1881年）生 - 没
正勝長男。1904年（明治37年）日大卒業。判検事試験合格。東京地方裁判所司法官試補。明治39年（1906年）任判事。大正4年（1915年）退官。趣味は読書、謡曲、碁、弓道。
- 母・すみ[3]（鳥取県、大西洋太郎姉[3]）
- 兄・駿一郎[3]
- 弟・正三[3]
- 妹[3]
- 妻・国栄[1]（島根県多額納税者、呉服太物商尾原佐七次女[3]、尾原呉服店社長尾原佐七妹[4]）

1912年（明治45年）生 - 没
- 長女[1]
- 次女[1]
- 長男[1]
- 三女[1]